# Allegany (Nova York)
Allegany és una població dels Estats Units a l'estat de Nova York. Segons el cens del 2000 tenia 1.883 habitants.

## Demografia
Segons el cens del 2000, Allegany tenia 1.883 habitants, 753 habitatges, i 445 famílies. La densitat de població era de 1.038,6 habitants/km².
Dels 753 habitatges en un 27,2% hi vivien nens de menys de 18 anys, en un 47,7% hi vivien parelles casades, en un 9,6% dones solteres, i en un 40,9% no eren unitats familiars. En el 29,7% dels habitatges hi vivien persones soles el 15,9% de les quals corresponia a persones de 65 anys o més que vivien soles. El nombre mitjà de persones vivint en cada habitatge era de 2,38 i el nombre mitjà de persones que vivien en cada família era de 2,94.
Per edats la població es repartia de la següent manera: un 20,6% tenia menys de 18 anys, un 16,9% entre 18 i 24, un 20,2% entre 25 i 44, un 24,6% de 45 a 60 i un 17,7% 65 anys o més.
L'edat mediana era de 39 anys. Per cada 100 dones de 18 o més anys hi havia 78,3 homes.
La renda mediana per habitatge era de 35.000 $ i la renda mediana per família de 51.354 $. Els homes tenien una renda mediana de 39.844 $ mentre que les dones 21.761 $. La renda per capita de la població era de 17.306 $. Entorn del 6% de les famílies i el 18,8% de la població estaven per davall del llindar de pobresa.